# Catalogul colecției Romane de ieri și de azi
Aceasta este o listă de volume care au apărut în cadrul colecției Romane de ieri și azi de la Editura Eminescu (EE; din 1969-), Editura Tineretului (ET; înainte de 1969) și Editura pentru Literatură (EPL; înainte de 1969). În cadrul colecției au fost publicate romane ale unor autori români.

## Lista
| Autor(i)                   | Titlu                                                       | Despre          | Editura | Data apariției | Note / Ref.          |
| -------------------------- | ----------------------------------------------------------- | --------------- | ------- | -------------- | -------------------- |
| D. R. Popescu              | Vara oltenilor                                              | -               | ET      | 1967           | Ediția a II-a        |
| Ion Ruse                   | În portul de pescari                                        | -               | ET      | 1967           | [ 4 ]                |
| Cella Serghi               | Cartea Mironei                                              | -               | EPL     | 1967           | [ 5 ]                |
| Ioan Slavici               | Mara                                                        | -               | EPL     | 1967           | [ 6 ]                |
| Gib Mihăescu               | Donna Alba                                                  | -               | EPL     | 1968           | [ 7 ]                |
| Mihail Șerban              | Fete bătrâne                                                | -               | EPL     | 1968           | [ 8 ]                |
| Vasile Rebreanu            | Casa                                                        | -               | EPL     | 1968           | Ediția a II-a        |
| Demostene Botez            | Oameni de lut                                               | -               | EPL     | 1968           | [ 10 ]               |
| Cezar Petrescu             | Romanul lui Eminescu: Luceafărul. Nirvana. Carmen Saeculare | -               | EPL     | 1968           | 3 volume             |
| Laurențiu Fulga            | Alexandra și infernul                                       | -               | ET      | 1968           | [ 12 ]               |
| Ion Minulescu              | Corigent la limba română                                    |                 | EPL     | 1969           | [ 13 ]               |
| Ion Istrati                | Lumea lumilor mele                                          | -               | ET      | 1969           | [ 14 ]               |
| Ovidiu Constantinescu      | Sfârșit de spectacol                                        | -               | EPL     | 1969           | [ 15 ]               |
| Ștefana Velisar Teodoreanu | Viața cea de toate zilele                                   | -               | EPL     | 1969           | [ 16 ]               |
| I. Valerian                | Cara-Su                                                     | -               | EPL     | 1969           | [ 17 ]               |
| Hortensia Papadat-Bengescu | Logodnicul                                                  | -               | EE      | 1970           | Ediția a II-a        |
| Henriette Yvonne Stahl     | Marea bucurie                                               | -               | EE      | 1970           | [ 20 ]               |
| Sanda Movilă               | Viața în oglinzi                                            | -               | EE      | 1970           | [ 21 ]               |
| Damian Stănoiu             | Alegere de stareță                                          | -               | EE      | 1970           | [ 22 ] [ 23 ] [ 24 ] |
| Tudor Arghezi              | Ochii Maicii Domnului                                       | -               | EE      | 1970           | [ 25 ] [ 26 ]        |
| Alexandru Ivasiuc          | Vestibul                                                    | -               | EE      | 1971           | [ 27 ]               |
| Eugen Barbu                | Facerea lumii                                               | -               | EE      | 1971           | [ 28 ]               |
| Constantin Chiriță         | Întîlnirea                                                  | -               | EE      | 1971           | 2 volume             |
| Nicolae Jianu              | Veneam din întuneric                                        |                 | EE      | 1971           | [ 30 ]               |
| Cezar Petrescu             | Întunecare                                                  | roman de război | EE      | 1971           | 2 volume             |
| Ioan Slavici               | Cel din urmă armaș                                          | -               | EE      | 1971           | [ 32 ] [ 33 ]        |
| Eugen Barbu                | Princepele                                                  | -               | EE      | 1972           | [ 34 ]               |
| Benedict Corlaciu          | Cînd simți cum moare vîntul                                 | -               | EE      | 1972           | [ 35 ]               |
| Alecu Ivan Ghilia          | Cuscrii                                                     | -               | EE      | 1972           | [ 36 ]               |
| Aurel Mihale               | Primăvara timpurie                                          | -               | EE      | 1972           | [ 37 ]               |
| D. R. Popescu              | Vara oltenilor                                              | -               | EE      | 1972           | [ 38 ]               |
| Titus Popovici             | Străinul                                                    | -               | EE      | 1972           | [ 39 ]               |
| Ury Benador                | „Gablonz” magazin universel                                 | -               | EE      | 1973           | [ 40 ] [ 41 ]        |
| Alexandru Ivasiuc          | Păsările                                                    | -               | EE      | 1973           | [ 42 ]               |
| Corneliu Leu               | Puterea                                                     | -               | EE      | 1973           | [ 43 ]               |
| Fănuș Neagu                | Îngerul a strigat                                           | roman-cronică   | EE      | 1973           | [ 44 ] [ 45 ]        |
| Victor Ion Popa            | Velerim și Veler Doamne                                     | -               | EE      | 1974           | [ 46 ]               |

## Vezi și
- Catalogul colecției Romanul de dragoste (Editura Eminescu)
- Catalogul Colecției Biblioteca pentru toți (Editura Minerva)
- Catalogul Colecției Biblioteca pentru toți (Jurnalul Național)
- Biblioteca pentru toți copiii
- Biblioteca școlarului